# Шицзянь 16-02
Не следует путать с Шицзянь 16
«Шицзянь 16-02» или Практика 16-02 — китайский спутник, предназначенный для исследования среды космического пространства и проведения технических экспериментов. 
Спутник был успешно запущен 29 июня 2016 года с космодрома Цзюцюань при помощи ракеты-носителя «Чанчжэн-4B» (CZ-4B) и затем успешно выведен на орбиту. Это 231-й полет ракет-носителей серии «Чанчжэн» («Великий поход»).
Задачи спутника, как и проведение пуска, китайские власти не анонсировали. 
Первый спутник этого типа был запущен в октябре 2013 года; он вышел на круговую орбиту на высоте 600 км вдоль 75-й параллели, каковую китайские космические аппараты никогда прежде не использовали.  

## Аппаратура и разработчики
Разработчиком КА являются Шанхайская исследовательская академия космической техники (SAST) и Уханьский институт физики и математики Китайской АН.
На спутнике установлены 3 комплекта бортового рубидиевого стандарта частоты (атомных часов). 
Западные СМИ подозревают, что задачей спутника «Шицзянь-16-02» станет разведка.